# C-lebrity
«C-lebrity» — пісня гурту «Queen + Пол Роджерс», випущена як другий сингл з альбому «The Cosmos Rocks». Пісня досягла 33 місця у UK Singles Chart.

## Історія
«Queen + Пол Роджерс» вперше виконали сингл у прямому етері ITV у фіналі серіалу «Щаслива година Ела Мюррея» 4 квітня 2008 року.
4 серпня 2008 року трек вперше прозвучав у етері BBC Radio 2 на шоу Кена Брюса.
Пісня офіційно була випущена 8 вересня 2008 року та була доступна на компакт-диску, грамплатівці та в цифровому форматі для завантаження.
Тейлор Гокінс з «Foo Fighters» заспівав на бек-вокалі під час запису пісні. Браян Мей грає на бас-гітарі, оскільки основний басист гурту «Queen» — Джон Дікон відмовився брати участь у записі нового матеріалу через вихід на пенсію.
Пісня була доступна для завантаження, як частина Queen Track Pack для «Guitar Hero World Tour» з 26 березня 2009 року.

## Список композицій
| Грамплатівка | Грамплатівка                                             | Грамплатівка |
| #            | Назва                                                    | Тривалість   |
| ------------ | -------------------------------------------------------- | ------------ |
| 1.           | «C-lebrity»                                              | 3:38         |
| 2.           | «Fire and Water» (Наживо у Японії, переспів Bad Company) | 3:46         |

| Компакт-диск | Компакт-диск                     | Компакт-диск |
| #            | Назва                            | Тривалість   |
| ------------ | -------------------------------- | ------------ |
| 1.           | «C-lebrity»                      | 3:38         |
| 2.           | «C-lebrity» (Музичний відеокліп) | 5:19         |

| Максі сингл | Максі сингл                                | Максі сингл |
| #           | Назва                                      | Тривалість  |
| ----------- | ------------------------------------------ | ----------- |
| 1.          | «C-lebrity»                                | 3:38        |
| 2.          | «Say It's Not True»                        | 4:01        |
| 3.          | «Tie Your Mother Down» (Наживо у Шеффілді) | 4:30        |
| 4.          | «C-lebrity» (Музичний відеокліп)           | 5:19        |
| 5.          | «Say It's Not True» (Музичний відеокліп)   | 4:06        |

## Учасники запису
У записі пісні взяли участь:
- Браян Мей — гітара, бас-гітара, беквокал;
- Роджер Тейлор — барабани, перкусія, беквокал;
- Пол Роджерс — спів, беквокал;
- Тейлор Гокінс — беквокал.

## Позиції в чартах
Illegal chart entered UKrock|1
| Chart (2008)                       | Position |
| ---------------------------------- | -------- |
| Франція (SNEP)                     | 96       |
| Німеччина (Media Control AG)       | 67       |
| Нідерланди (Mega Single Top 100)   | 50       |
| Велика Британія (UK Singles Chart) | 33       |